# Jablonec nad Jizerou
Jablonec nad Jizerou là một thị trấn thuộc huyện Semily, vùng Liberecký, Cộng hòa Séc.